# یوسو هیتانن
یوسو هیتانن (انگلیسی: Juuso Hietanen؛ زادهٔ ۱۴ ژوئن ۱۹۸۵) بازیکن هاکی روی یخ اهل فنلاند است.